# Théorème d'approximation de Komlós-Major-Tusnády
Le théorème d'approximation de Komlós-Major-Tusnády ou approximation KMT  est un résultat d'approximation forte qui donne une borne d'approximation de la somme partielle de variables aléatoires centrées réduites i.i.d. dont la fonction génératrice des moments est définie sur un voisinage de 0. Il affirme en particulier que cette somme peut être approchée par un mouvement brownien avec une erreur de {\displaystyle O(\log n)}.

## Histoire
En 1961, le mathématicien Skorokhod établit qu'une somme de variables i.i.d. centrées réduites pouvait être représentée par un mouvement brownien stoppé en certains temps d'arrêt. 
C'est avec ce résultat que Strassen démontra en 1964 qu'une telle somme pouvait être approchée par un mouvement brownien avec une erreur de {\displaystyle o\left({\sqrt {n\log \log n}}\right)}. Bien que ce soit la meilleure borne, elle est insuffisamment générale pour démontrer des théorèmes de convergence classiques comme le théorème de Donsker. La théorie de l'approximation forte émerge à partir de ce résultat.
C'est en 1975-1976 qu'émerge une meilleure approximation grâce aux mathématiciens János Komlós, Gábor Tusnády et Péter Major. Sous réserve d'une hypothèse plus forte, il est possible d'approcher la somme partielle par un mouvement brownien avec une erreur de {\displaystyle O(\log n)}. La preuve de ce résultat utilise une méthode appelée la construction hongroise,.

## Énoncé

### Approximation forte des sommes partielles
Soit une suite de variables {\displaystyle (X_{n})_{n\in \mathbb {N} ^{*}}} i.i.d. centrées réduites dont la fonction génératrice des moments est définie sur un voisinage de 0. Il existe alors un mouvement brownien {\displaystyle (B_{t})_{t\geq 0}} vérifiant pour tout {\displaystyle x\in \mathbb {R} } et {\displaystyle n\in \mathbb {N} ^{*}},
où {\displaystyle C,K,\lambda } sont des constantes positives dépendant de la distribution des {\displaystyle X_{n}}.
En particulier, le lemme de Borel-Cantelli implique que {\displaystyle \max _{1\leq k\leq n}|S_{k}-B_{k}|{\overset {\text{p.s.}}{=}}O(\log n)}.

### Approximation forte du processus empirique
Ce théorème admet également une version pour l'approximation forte du processus empirique uniforme Si {\displaystyle (U_{n})_{n\in \mathbb {N} ^{*}}} est une suite de variables i.i.d. de loi uniforme sur {\displaystyle [0,1]} alors il existe une suite de ponts browniens {\displaystyle (P_{n}(t))_{n\in \mathbb {N} ^{*}}} tel que 
avec {\displaystyle C,L,\lambda } des constantes universelles positives. Par conséquent, d'après le lemme de Borel-Cantelli, 
Bretagnolle et Massart ont même pu donner des valeurs pour les constantes universelles : ils ont montré que l'on pouvait prendre en particulier {\displaystyle C=12,L=2,\lambda =1/6}.
Rappel : le processus empirique uniforme est défini par 

## Optimalité
La bornée proposée par KMT est la meilleure possible excepté le cas où {\displaystyle X_{1}} serait lui-même une loi normale. En effet, s'il existe un mouvement brownien {\displaystyle (B_{t})_{t\geq 0}} vérifiant {\displaystyle |S_{n}-B_{n}|=o_{\textrm {p.s.}}(\log n)} alors {\displaystyle X_{i}} est une loi normale centrée réduite.
Ce résultat est également optimal dans le sens où si l'hypothèse d'existence de la fonction génératrice des moments au voisinage de 0 est supprimée alors la borne donnée par KMT n'est plus valide. En effet, si c'est le cas alors pour tout mouvement brownien {\displaystyle (B_{t})_{t\geq 0}}, presque-sûrement on a, 
L'approximation est également optimale dans le cas du processus empirique. En effet, pour toute suite de ponts browniens {\displaystyle (P_{t})_{0\leq t\leq 1}} définis sur le même espace de probabilité que le processus empirique {\displaystyle (\alpha _{n}^{U}(t))_{0\leq t\leq 1}} on a que 